# Aron Flam

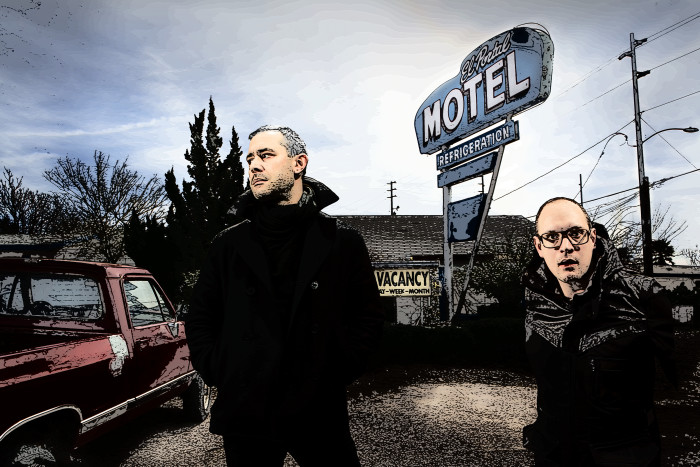
Aron Flam y Jonatan Unge antes de la gira llamada Super Epic Mega Sweet Titans of Comedy realizada junto con Ahmed Berhan y Branislav Pavlovic en 2015.

Aron Flam (Bergshamra, 12 de junio de 1978) es un comediante, guionista, autor, presentador de televisión, podcaster y actor sueco. Comenzó su carrera en la comedia de monólogos en su ciudad natal de Estocolmo en 2007. Flam fue galardonado con el premio «novato del año» en 2009 en la gala de monologuistas sueca. Es coanfitrión del podcast Till slut kommer någon att skratta junto a los comediantes suecos Soran Ismail y Petter Bristav. También es el presentador de la serie web de sátira política de SVT Play, Folkets främsta företrädare . 

## Primeros años y educación
Flam nació en el municipio de Solna, en Estocolmo, hijo de Harry Flam, profesor de economía en el Instituto de Estudios Económicos Internacionales de la Universidad de Estocolmo, y Eva Meyersohn. Es de origen judío y ha hablado con frecuencia sobre esto en sus rutinas de comedia. Flam asistió al prestigioso Enskilda Gymnasiet en Estocolmo, donde participó en el programa de ciencias sociales. Después de la secundaria, estudió en la Universidad de Estocolmo y se graduó con una licenciatura en estudios cinematográficos. Posteriormente obtuvo una maestría en economía financiera en la Universidad de Estocolmo. Junto con su padre, Flam también participa activamente en la reconstrucción de la escena de la comedia judía en Suecia, dentro del marco del instituto israelí Paideia. 

## Carrera

### Monólogos y podcasts
Aron Flam debutó en 2007 como comediante en el concurso del Stockholm Comedy Club, al que asistió con su amigo y colega Jonatan Unge, con quien previamente había escrito el libro Sista ordet: citat och fakta om döden [Última palabra: citas y hechos sobre la muerte]. Flam ganó el concurso y al año siguiente, 2008, ganó el premio «Komikaze del año». Al año siguiente se convirtió en el ganador en la categoría «Novato del año» durante la gala de monólogos sueca. Ha actuado en clubes como Stockholm Comedy Club, Norra Brunn y el programa de televisión RAW.
En octubre de 2010, comenzó el podcast Till slut kommer någon att skratta (TSKNAS) [Al final alguien se reirá], junto con los humoristas Soran Ismail y Petter Bristav. En enero de 2012, sin embargo, dejó el podcast debido al agotamiento, aunque regresó en marzo del mismo año.
En la primavera de 2015, Flam realizó una gira de monólogos llamada SEMST of Comedy (Super Titan Epic Mega Sweet of Comedy), junto con sus colegas humoristas Jonatan Unge, Branislav Pavlovic y Ahmed Berhan. La gira comenzó en Malmö el 9 de abril de 2015 y concluyó en Estocolmo el 3 de mayo de 2015.
Aron Flam también opera un club de monólogos «Till slut kommer alla onekligen att skratta» (TSKAOS) [Sin duda, al final todos se reirán], junto con los humoristas Soran Ismail y Petter Bristav.

#### Dekonstruktiv kritik
En enero de 2016, Flam inició su propio podcast, Dekonstruktiv kritik [Crítica desconstructiva] en el que realiza entrevistas con un invitado sobre una amplia gama de temas, en sueco o inglés. Algunos de los temas son, o han sido, considerados sensibles, controvertidos o incluso tabú en el discurso público en Suecia. Algunos temas recurrentes son las drogas, la inmigración, el feminismo, el socialismo y Suecia durante la Segunda Guerra Mundial. A septiembre de 2021 se habían producido 202 episodios. El podcast se publica en varias plataformas, como Acast, SoundCloud y YouTube, y se considera (a 2017) uno de los pódcast de mayor éxito financiero en Suecia.

### Cine y televisión
En 2005, Flam participó en el programa de TV3, Rivalerna, como uno de los 12 participantes. Sin embargo, se retiró inmediatamente porque sintió que el programa era una «producción incompetente».
También ha participado en VAKNA! med The Voice y protagonizó el programa de televisión Grillad. En la primavera de 2010, protagonizó el programa de humor de Nyheter24, Någonting annat, junto a Soran Ismail.
Además de su carrera de monologuista, Flam también ha actuado como actor en el largometraje de 2011 Certain People de Levan Akin y Lisa Östberg, e interpretó a la Muerte en el cortometraje de 2012 de Michael Rendell, When the Man Comes Around. Aron Flam es uno de los guionistas del premiado programa de Kanal 5, Betnér Direkt. El mismo año también fue editor de Jag bombade, una antología sobre la vida como humorista.
En otoño de 2013, la primera temporada del programa de producción propia de Flam, Folkets främsta företrädare [El representante más importante del pueblo], se emitió en SVT Play. Folkets främsta företrädare es una serie de televisión de información y entretenimiento con sátira sobre diversas partes del gobierno sueco y temas similares. Flam habla a la cámara, junto con otros, como David Druid y Henrik Dorsin. El programa comenzó su tercera temporada en otoño de 2015, en un formato parcialmente nuevo. La tercera temporada tiene episodios más largos y se graba semanalmente con un mayor enfoque en noticias y actualidad.

### La controversia del «tigre sueco»
En 2020, Flam publicó un controvertido libro titulado Set här är en svensk tiger [Este es un tigre sueco] que aborda las políticas oficiales de Suecia durante la Segunda Guerra Mundial. En el libro, Flam afirma que, bajo el disfraz de la neutralidad, Suecia ayudó al esfuerzo de guerra alemán de manera intencional y constante. Considera insignificantes los esfuerzos suecos para salvar a los judíos de la persecución nazi y critica la valoración de estos esfuerzos por parte de muchos historiadores como muy exagerada. Los fiscales suecos han incautado de la tercera edición completa del libro (2000 copias) y buscan destruirlos; afirman que una imagen en la portada del libro, un tigre con los colores nacionales de Suecia, azul y amarillo, infringe los derechos de autor de una campaña de información en tiempos de guerra, ahora propiedad del Museo Sueco de Preparación Militar (Beredskapsmuseet). Se espera que el asunto se presente ante el tribunal el 24 de septiembre de 2020 y ha encendido un vigoroso debate en los medios suecos sobre la censura y los límites de la sátira.